# L'Esclave mourant
L'Esclave mourant est une sculpture du peintre italien et sculpteur de la Renaissance Michel-Ange, conservée aujourd'hui au musée du Louvre à Paris, avec L'Esclave rebelle.

## Histoire
Avec L'Esclave rebelle, ces deux figures d'esclaves du musée du Louvre (exécutées entre 1513 et 1516), destinées initialement au tombeau de Jules II commandé par le pape en 1504, devaient faire partie d'une série de Captifs insérés à la base du tombeau comme le montrent les projets de 1515 et 1513-1516. Elles ont été écartées dès 1542 de la version définitive du tombeau.
La signification de ces deux statues est discutée. D'après les biographes de Michel-Ange, Vasari et Condivi, ils représenteraient soit les provinces soumises à l'autorité du souverain pontife, soit les Arts affligés par la mort du pape.
Ces deux statues, qui restent inachevées, ont été offertes en 1546 par Michel-Ange à son ami Roberto Strozzi qui, en exil, en a lui-même fait don ensuite au roi de France François Ier. Offertes ensuite par le roi Henri II au connétable Anne de Montmorency, qui au XVIe siècle les plaça au château d'Écouen dans ses collections, puis transmises ensuite dans celles du duc de Richelieu, elles seront saisies sous la Révolution en 1792 comme biens d'émigrés, et seront présentées au Louvre dès le 28 août 1794.
Pendant la Seconde Guerre mondiale, elle est déplacée 3 octobre 1940 du Musée du Louvre au château de Chambord, dans un camion avec la Victoire de Samothrace et la Vénus de Milo

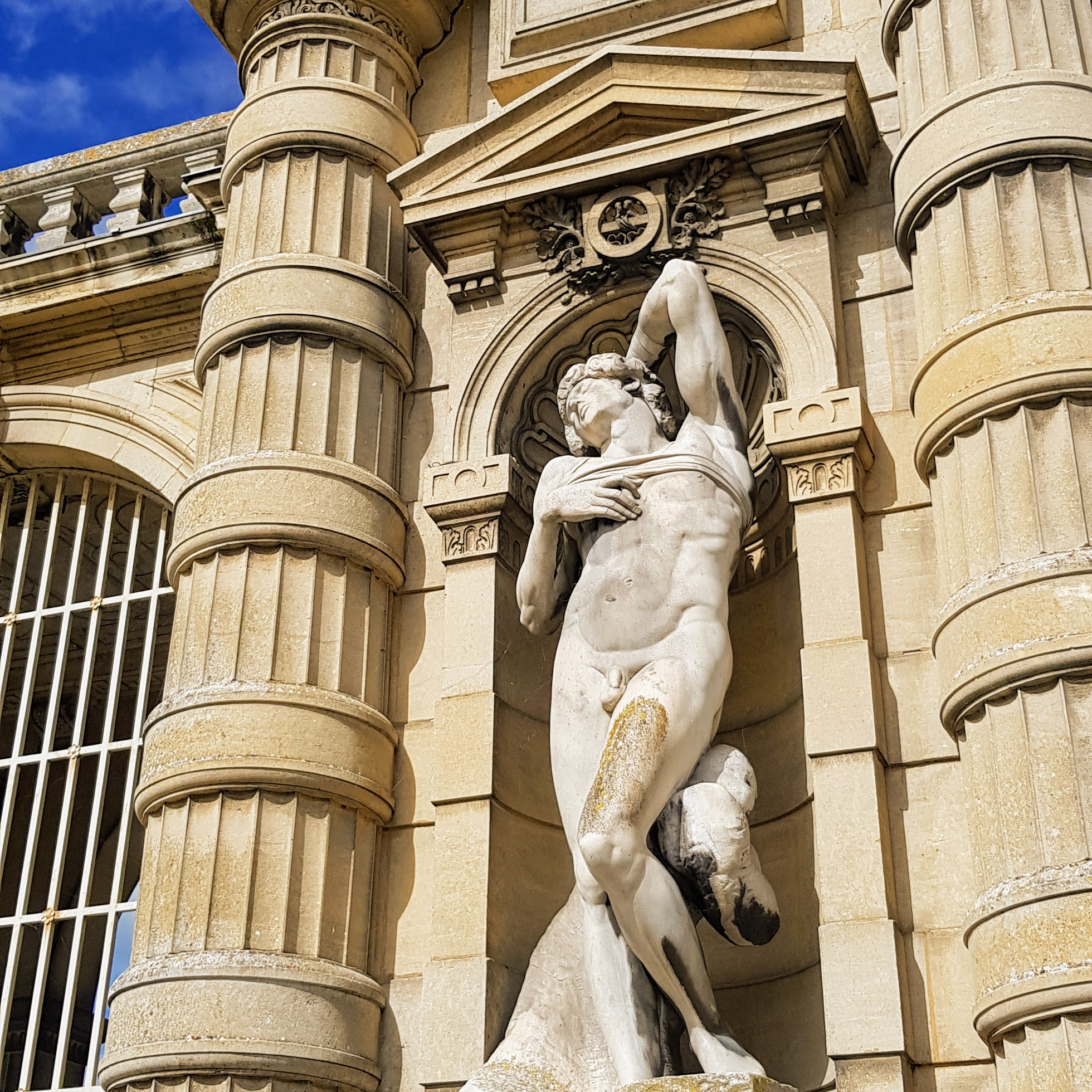
Copie au château de Chantilly

Une copie orne l'entrée du Musée Condé au château de Chantilly.
Des reproductions ornent également l'étage supérieur du commissariat du 12e arrondissement de Paris .